# 小櫻秀爾
小櫻 秀爾（こざくら しゅうじ、1938年8月19日 - ）は日本の作曲家。

## 経歴
愛知県名古屋市出身。1961年に愛知学芸大学（現在の愛知教育大学）を卒業した後、東京芸術大学で長谷川良夫、南弘明らに作曲を学び、1970年に卒業した。長く名古屋音楽大学に勤め、現在は名誉教授。
1977年「ふしぎなマンドリン」で第2回日本マンドリン合奏曲作曲コンクール佳作入選。

## 主な作品

### 舞台音楽
- 室内オペラ『五月というのに』
- 室内オペラ『雨』
- ミュージカル『吉五郎』

### 管弦楽曲
- ピアノ協奏曲
- 照塵刹
- 弦楽三章

### マンドリンオーケストラ
- ギターとマンドリンための合奏曲
- ふしぎなマンドリン
- ファンタジーII
- 躍動
- セレナード
- 彼方へ
- 追想
- 燦
- ある日の思い出
- 行雲流水
- 陽光

### 現代邦楽
- 和楽器合奏のための『萌』
- 和楽器合奏のための『雅』
- 和風オルガンと和楽器のための『葩』
- 篠笛、笙、二十弦箏のためのKIRA
- 篠笛と琵琶のための『絃奥』

### 室内楽曲
- チェロとピアノのためのソナタ
- ピアノ三重奏曲
- マンドリン四重奏曲第1番
- マンドリン四重奏曲第2番
- ソプラノリコーダーとギターのための組曲
- ヴァイオリンとピアノのためのソナタ
- ヴァイオリンとピアノのためのラプソディ
- サキソフォーンとピアノのための嬉遊曲
- クラリネット・ホルン・ピアノのための『対話』
- クラリネットとピアノのための『群生海』
- マンドリンとピアノのための『煩悩林』
- マンドリンとピアノのための『心象』

### 合唱曲
- 子どものための合唱組曲『ふるさと小牧』
- 合唱曲『雲』
- 阿弥陀仏讃歌
- 阿弥陀仏讃歌II

### 歌曲
- わが影
- 鬼女
- 既に鴎は
- 蛙
- ねむの花
- 枯葉が舞う
- タコ昇天
- 菊
- 素朴な琴
- 噴水